# 夏日時光 (漫畫)
《夏日時光》是田中靖規所創作的懸疑類型日本漫畫，于2017年10月23日至2021年2月1日在少年Jump+連載。本作以日本和歌山縣一個名為「日都島」（日都ヶ島）、人口只有約700人的虛構小島為舞台。本作是少年Jump+免費電子版雜誌創刊號的12套連載作品之一。
2021年2月1日本作完結，同日宣佈將製作動畫、真實逃脫遊戲，以及真人版影視作品。7月22日，宣佈電視動畫將於2022年首播。10月14日公開電視動畫的特報宣傳片，同日稍後宣佈將由Disney+獨佔網上播映。12月19日，於Jump Festa 2022公開第1條宣傳片，並宣佈動畫將於2022年4月首播，會做到故事結束，共25集。2022年2月3日，宣佈動畫首播日期為2022年4月14日，並公開第2張主視覺圖，以及多名配角的聲優。

## 剧情概述
故事发生在建立于日都島（日都ヶ島）的小镇之上，男主角网代慎平由于青梅竹马小舟潮的逝世而重回故地，却卷入了牵涉到日都岛一个古老传说的重大事变中，并开始尝试和同伴们一道阻止即将到来的灾祸。
故事发生地的原型为友岛（友ヶ島），位于纪淡海峡，与淡路岛隔海相望，现实中是无人岛群，直到二战结束前都是军事要地，禁止一般人进入，颇具神秘色彩。

## 登场角色

### 日都岛居民
网代慎平（聲：花江夏樹）
男主角，17岁。8年前由于父母工作时身亡，被母亲大学时好友的夫家小舟家收养。两年前离开日都岛前往东京打工谋生，由于义长妹小舟潮的逝世而于故事世界中的2018年7月22日回到故地参加悼念活动。
意外地发现“影子澪”而被杀，因此卷入日都岛的古老传说—影子病—的事件中。具有通过死亡轮回到2018年7月22日时点的能力，但能力会逐步衰弱，导致回到的时间逐渐推迟。为了解决影子病最终的悲剧——全岛人们被“影子”覆灭，而利用能力和其他有志人士来避免悲剧的降临。
在慎平等通过消除影子事件的起源令时间重置后，回岛的原因变成了被潮主动叫回来。
小舟潮（聲：永瀨安奈）
女主角，同慎平同龄，慎平的义长妹，金发碧眼，性格开朗善良，充满活力，容易冲动行事。在2018年7月21日，为了拯救溺水的小早川詩織而身亡。
身亡的真正原因是被“影子詩織”所害，也被卷入影子病的事件中。遇到过自己的“影子”。
在慎平等通过消除影子事件的起源令时间重置后，仍然生存。
小舟澪（聲：白砂沙帆）
潮的妹妹，高中一年级生，黑短发，身上有晒黑痕迹，运动神经不错，擅长游泳。对青梅竹马的义长兄慎平抱有好感。
菱形窗（聲：小野賢章）
慎平的朋友，和澪同一所高中的三年级生，对澪有好感。是岛上唯一医院“菱形医院”院长的长子。有志于学医，但父亲对此不以为然。对潮的死亡有懷疑（因为他听说潮的尸体颈部有吉川线括痕，但医生和警察并不以为然）而与父亲争执。從慎平得知影子病的事件后全力协助。
菱形朱鹭子（聲：河瀨茉希）
窗的妹妹。头脑聪明但身体虚弱。和澪是朋友，十分关心澪。跟父亲一樣知道影子的秘密，并能控制两只野生的影子作战。在曾经的轮回中被影子波稻等背叛而被杀，通过影子潮的记忆得知曾经发生的轮回后愿意协助慎平等人。
南方日鹤（聲：日笠陽子）
以“南云龙之介”作为筆名的著名女作家，是日都島的原居民。由于弟弟的意外，2004年8月31日离开日都岛，并以此创作了小说而成名。故事开始时的2018年7月22日受指示回到日都島，以消滅影子和帮助慎平為目的。
2004年的意外令弟弟的意識與日鹤共用日鹤的身體，两人通過錄音機和筆記交流，也因此讓日鹤知道影子病的存在。當日鹤束起長髮时就會讓龙之介主導日鹤的身體来活動。
在慎平等通過消除影子事件的起源令时间重置后，回島的原因變成了創作遇到瓶頸而回島散心尋找靈感，在慎平、潮和她聊起好像夢一樣的輪回記憶後，將这些描述整理為本作品。
南方龙之介（聲：三瓶由布子）
日鹤的异卵双胞胎弟弟，2004年於日都岛鹰巢山惨案中遇害。
实际上是偶遇上影子波稻而被害，之后龙之介的影子数据被呈现到日鹤身上，而且向未来偏移了2秒，令其与日鹤共用日鹤的身体，并使日鹤有预测未来2秒的能力。两人通过录音机和笔记交流关于影子病的情报。
在慎平等通过消除影子事件的起源令时间重置后，长大成婚并育有名为“波稻”（聲：久野美咲）的女儿。
小早川詩織（聲：釘宮理惠）
日都岛上小学三年级女生。双亲在岛上经营便利店“小早川店”。2018年7月17日曾向潮提过见到另外一个自己。2018年7月21日海滩遇溺時被潮所救。
实际上，7月17日詩織遇到了自己的影子“影子詩織”。7月21日海滩游泳时，影子詩織将詩織本人拖进水中，为了引出潮并争取时间让影子潮替代，影子詩織于是勒死潮，重置了影子潮的部分记忆，将詩織本人吞噬，来取而代之。
在慎平等通过消除影子事件的起源令时间重置后，仍生存並且和南方波稻成為朋友。
根津银次郎（聲：浦山迅）
日都岛上的老猎手，曾经杀死过自己的影子，并协助日鹤和慎平解决影子的事件。擅长使用枪械。妻子也曾被影子化，之后还是亲手杀掉妻子的影子。
凸村哲（聲：上田燿司）
日都岛上的派驻警员，是小舟家的親戚。偷懒怕事，但被怂恿下还是有少许正义感。喜欢偷偷看黄色刊物。
小舟亞倫（聲：玄田哲章）
日都岛上的居民，开有一家西餐馆“小舟饭店”。妻子叫琴子，琴子在生下两个女儿（潮和澪）后就去世。而妻子於大学好友网代晓美及丈夫意外身亡后，收养了两人的遗孤网代慎平。
雁切真砂人（聲：小西克幸）
日都岛上日都神社的宫司，负责主持日都神社的祭典。实际上是最初的菱形紙垂彥和影子波稻通过肉体所生并覆盖人格后不断的“转生”；即其與父親岩皆是祖先紙垂彥的分身。
在慎平等通過消除影子事件的起源令時間重置後，則由樣貌相同的雁切岩（聲：小西克幸）取代。因即將退休，打算之後的日都神社祭典由自己去年回來日都岛的兒子雁切大和（聲：蓮岳大）主持。
菱形青铜（聲：大塚明夫）
日都岛上的唯一诊所“菱形医院”的院长，窗和朱鹭子的父亲。有参与潮的死亡鉴定并隐瞒众多细节。暗中和影子波稻合作。在发现被影子波稻背叛后愿意帮助慎平，也提供了关于影子波稻和纸垂的众多資訊。
雁切波稻（聲：久野美咲）
江户时代日都岛上一个渔民的女儿。是影子波稻登岛后的复制原型。
菱形紙垂彥（聲：小西克幸）
“菱形医院”三百年前创设时的院长，菱形青铜的祖先。
最初的紙垂彥在和影子波稻结合生下了一个与自己一模一样的子嗣后，由影子波稻将自己人格覆盖到子嗣中来实现转生，并接管了菱形家原来祭祀的职务并分家为雁切家，让菱形家承担岛上医院的职务和维持紙垂彥的“转生”。故事发生时的紙垂彥身份就是雁切真砂人。
結局揭露326年零24天來一直依靠蛭子苟延殘喘活著，只是失去感知與行動能力。將自己本體藏在地窖之中，透過後代分身感知及行動。
网代透（聲：渡部俊樹）
网代慎平的父亲，水下考古学者。在一次潜水作业中意外与妻子一同身亡，实际是由于发现了影子的秘密而被波稻一方暗中杀害。
在慎平等通过消除影子事件的起源令时间重置后，仍生存。
网代晓美（聲：林梨花）
网代慎平的母亲，水下考古学者，与亞倫的妻子琴子是大学好友。与丈夫在潜水作业意外中身亡。
在慎平等通过消除影子事件的起源令时间重置后，仍生存。
小早川朝子（聲：山本亞衣）
旧姓矶兼，日鹤的小时好友，小早川詩織的母亲。在7月21日至7月22日期间被影子詩織复制替换。

### 影子
波稻／海涅（聲：久野美咲）/蛭子
最初的影子，眼睛具有时间穿越的能力。並且有统领其他影子的能力，被其他影子称其为“母亲”。最初以鲸鱼的形态登上日都岛时复制了雁切波稻，让日都岛的漁民变成影子，並操縱漁民的影子以強大力量大量捕魚，使日都島的島民度过饥荒，将自己奉为蛭子神作为信仰并讓雁切家成为祭司。2004年和日鹤成为好友，但龙之介意外被它侵蚀后，由于情緒崩潰而失去大部分複製自雁切波稻（善良的少女人格）、右眼（后来成为慎平能死後轮回的能力来源）和龙之介的數據，能力大失而躲藏在蛭子洞，龙之介的數據则依附在日鹤身上。2013年与菱形青铜合作，制造了其妻子的影子，并将岛上居民误诊来让其侵蚀掉。在潮的意外中用詩織的数据来实施行动。之后的轮回中也复制到慎平的最新數據，并在詩織的数据损坏后用慎平的數據代替来行动。
波稻的數據后来依附在影子潮身上，并通过影子潮将自己可观察未来和实现死後轮回的右眼传递给慎平。在消灭纸垂后，慎平等人借助蛭子（失去波稻數據的原始影子）轮回到300年前其最初登上日都岛的现世，阻止了影子事件的一切起源（阻碍人类波稻与影子鲸鱼的接触，以及影子潮消除了影子鲸鱼），令历史重置且彻底消除了「影子現象」。
潮（聲：永瀨安奈）
小舟潮的影子，复制自7月18日。遇到本尊并一同杀死一只野生影子后，为了保护詩織而一起行动。在詩織拯救行动中失败，潮本尊身亡、詩織被影子成功替代、自己被波稻重置了部分记忆和人格后沉入海中。每次轮回都会在7月24日漂回岸上。通过回看本尊录下的影片或接触之前轮回留下的记忆物才恢复记忆。由于承诺本尊要帮助慎平解决影子的事件，因此是慎平一方能与影子匹敌的战力。具有用长髮进行砍击的能力，甚至能切断其他影子与影子波稻的联系。
澪（聲：白砂沙帆）
小舟澪的影子，复制自7月21日晚澪守夜期间，身穿水手校服。與本體性格不同；总是表情冷漠，表现为较直率；没有像本体那样压抑对慎平的感情。在多个轮回中多次杀死慎平一方的人员。
在七周目中被切断与波稻的联系后，跟随慎平一方行动，慎平从她口中了解到大量关于影子的資訊。
詩織（聲：釘宮理惠）
小早川詩織的影子，复制自7月17日前；7月21日詩織遇溺意外由波稻将詩織本尊替换；及至7月22日出席潮的悼念会前，将小早川父母也替换成影子。在影子潮向慎平和窗回放詩織拯救行动的记忆时，波稻通过影子潮记忆中的影子詩織在慎平身上留下手印以便跟踪慎平动向。在四周目7月22日下午被慎平一方消灭。之后其数据被影子波稻一直使用。
纸垂／四手（Shide，聲：小西克幸）
具有四只眼、四只手的影子，身材高大，说话也彬彬有礼带敬语的。被慎平等人起初认为是雁切真砂人的影子，但菱形青铜披露原型实际上是菱形紙垂彥。紙垂彥在历代转生中不断改善自己的影子泥铠甲，并保留了二战后的两个转生肉体作为操作后备。在以真砂人的身份与蛭子生育但因为蛭子难产而失败后，有意摧毁世界来实现永生，之后也因此背叛蛭子，甚至反過來控制，強迫蛭子陷入戰時痛苦回憶。最终被慎平和影子潮联手消灭。
結局揭露真正的本體是三百年以來尚未死亡，靠蛭子維生的菱形紙垂彥本人，已經喪失感知及行動能力。被摧毀的皆是蛭子之後誕下的後代分身。將自己本體藏在地窖之中，透過分身感知及行動。

## 故事設定
「影子」為本作的虛構生物，能夠複製人類、生物，甚至死物的訊息，並藉此構成自己的外觀。影子的設定隨着劇情發展而慢慢揭露。在故事開首，提及日都岛的传说相传“见到另一个自己（影子）不久就会死去”。
影子能夠通过对人類或物件发出闪光照射来获得目标人类或物件的全部資訊（包括肉体遗传資訊、记忆、人格等），然后生成类似投影的立体物。影子的本体是平面，受伤害后不能自行恢复，需要重新照射原件来重新获得資料修复；而立体身体受伤害后可自行恢复；能潜入影子本体中来快速移动，但身体就会无法呼吸。影子本体讨厌被碰触，而成为慎平等人判断是否影子的方法。以钉固定影子本体就能限制其行动；影子本体受到对应人体的致命伤害则可以被消灭。影子的数据会慢慢消失，需要将被复制的本体弄死后侵蚀消去才能永远存在，被消去的表面会留有黑印；对于物品也是同样道理，否则复制出来的物品无法使用。影子可以使用自身的一部分复制出其所掌握数据的实物。影子复制其他数据过多会劣化，失去拟态的能力，成为野生影子，退居野林。被影子复制过的本体，在其对应的影子被消灭后，就不能再被复制。影子复制的資料能被带到慎平的每次轮回中。除了影子波稻能多次复制出子代影子外，其他影子只能复制子代一次。
慎平曾在一次轮回中推断认为这是来自地球外的陨石带来物，然后通过复制海底生物为生，直到1732年（享保十七年）复制成鲸鱼而被冲上日都岛岸边，复制了渔民的女儿雁切波稻，再将全岛居民变成影子后度过饥荒，并设立蛭子神来供奉。最终目的似乎是2018年7月24日祭典上将岛上全部人侵蚀，菱形青铜后来交代是为了让影子波稻回到自己的故乡。

## 出版書籍
| 卷數 | 集英社 | 集英社        | 集英社                 | 東立出版社          | 東立出版社                         | 東立出版社                                                  |
| 卷數 | 副標題 | 發售日期      | ISBN                   | 副標題              | 發售日期                           | ISBN                                                        |
| ---- | ------ | ------------- | ---------------------- | ------------------- | ---------------------------------- | ----------------------------------------------------------- |
| 1    |        | 2018年2月2日  | ISBN 978-4-08-881339-4 | 漂流                | 2019年3月14日                      | ISBN 978-957-26-1887-5                                      |
| 2    |        | 2018年6月4日  | ISBN 978-4-08-881554-1 | 漩渦                | 2021年5月21日                      | ISBN 978-957-26-1888-2                                      |
| 3    |        | 2018年9月4日  | ISBN 978-4-08-881606-7 | 軌道共鳴            | 2022年1月20日                      | ISBN 978-957-26-1889-9                                      |
| 4    |        | 2018年12月4日 | ISBN 978-4-08-881654-8 | 仇人                | 2022年2月25日                      | ISBN 978-957-26-2565-1                                      |
| 5    |        | 2019年2月4日  | ISBN 978-4-08-881753-8 | 記憶                | 2022年5月3日                       | ISBN 978-957-26-8122-0                                      |
| 6    |        | 2019年5月2日  | ISBN 978-4-08-881837-5 | 血腥的夜晚          | 2022年6月16日 2022年6月23日        | ISBN 978-957-26-9430-5（首刷限定版） ISBN 978-957-26-8123-7 |
| 7    |        | 2019年8月2日  | ISBN 978-4-08-882024-8 | to be/not to be     | 2022年7月22日 2022年9月7日（再版） | ISBN 978-957-26-9682-8（首刷限定版） ISBN 978-957-26-9678-1 |
| 8    |        | 2019年10月4日 | ISBN 978-4-08-882126-9 | Light Camera Action | 2022年8月25日                      | ISBN 978-957-26-9683-5（首刷限定版）                        |
| 9    |        | 2020年1月4日  | ISBN 978-4-08-882191-7 | 見面                | 2022年9月16日                      | ISBN 978-957-26-9684-2（首刷限定版）                        |
| 10   |        | 2020年5月13日 | ISBN 978-4-08-882291-4 | Made in Black       | 2022年9月30日                      | ISBN 978-626-7186-17-6（首刷附錄版）                        |
| 11   |        | 2020年8月4日  | ISBN 978-4-08-882403-1 | All is not lost.    | 2022年10月24日                     | ISBN 978-626-7186-13-8（首刷附錄版）                        |
| 12   |        | 2020年11月4日 | ISBN 978-4-08-882513-7 | 歸來                | 2022年11月17日                     | ISBN 978-626-7186-14-5（首刷附錄版）                        |
| 13   |        | 2021年4月2日  | ISBN 978-4-08-882612-7 | 我回來了            | 2022年12月12日                     | ISBN 978-626-7186-15-2（首刷附錄版）                        |

## 宣傳
第1卷單行本的書腰上印有曾任田中助手的堀越耕平（代表作《我的英雄學院》）對本作的推薦：「我以前在老師（田中）那裏學到很多東西。從這部作品學到更加多了。夏日、鄉下、怪奇，還有少女。師傅，最棒。第2卷還沒出嗎？」

## 反響
2022年7月，官方宣布單行本世界累計銷量突破170萬冊。2023年獲選BookLive讀者票選懸疑推理漫畫第9名、日本博覽會獲頒金達摩獎最佳年度最佳驚悚動畫獎。

## 電視動畫
改編電視動畫於2022年4月14日至9月29日播映，共25集。

### 製作人員
- 導演：渡邊步
- 系列構成、編劇：瀨古浩司
- 人物設定：松元美季
- 美術：草薙
- 音樂：岡部啓一、高田龍一、帆足圭吾
- 音樂製作協力：MONACA[5]
- 動畫製作：OLM
- 製作：小學館集英社製作

### 主題曲
片頭曲

作词、作曲：，作曲：，演唱：通心粉鉛筆

作詞、作曲：志倉千代丸，編曲：悠木真一，演唱：亞咲花
片尾曲

作词：koshi，作曲、编曲：eba，演唱：cadode

作詞、作曲、演唱：Riria.

### 集數列表
| 集數 | 日文標題 | 中文標題           | 分鏡     | 演出     | 作畫監督 | 總作畫監督                                     | 首播日期 （2022年） |
| ---- | -------- | ------------------ | -------- | -------- | --- | ---------------------------------------------- | ------------------- |
| #1   |          | 再見夏日           | 渡邊步   | 松田真路 | 西村廣、稻手遥香、佐藤義久 | 松元美季                                       | 4月14日             |
| #2   |          | 影子               | 山元隼一 | 山元隼一 | 迫江沙羅、西村廣 | 烏宏明                                         | 4月21日             |
| #3   |          | 漂至               | 待田町子 | 石田暢   | 飯田清貴、西田美彌子、橋本治奈 | 高田晴仁、松元美季、烏宏明                     | 4月28日             |
| #4   |          | 未視感             | 爱敬亮太 | 山本隆太 | 阿见圭之介、宫崎麻美、楠木智子 | 辻雅俊                                         | 5月5日              |
| #5   |          | 漩涡               | 渡边步   | 松田真路 | 佐藤義久、桥本治奈、稻手遥香、吉野章敏、二宫奈那子                                                                                              | 松元美季、烏宏明、辻雅俊                       | 5月12日             |
| #6   |          | 軌道共鳴           | 金子伸吾 | 木村佳嗣 | 本吉晃子、西村广、土方友希、荻原正人 | 松元美季、烏宏明、高田晴仁                     | 5月19日             |
| #7   |          | 仇敵               | 菅原美幸 | 播摩优   | 菅原美幸、荻原正人、西村广、吉野彰敏、佐藤义久、阿见圭之介、、                                                                                  | 松元美纪、乌宏明、高田晴仁、菅原美幸           | 5月26日             |
| #8   |          | 記憶碎片           | 筆坂明規 | 荻原悠理 | Lee Haneul、Seo Seunghye、Kim Gwangu、Kim Jina、Suh Jeonga                                                                                      | 松元美季、烏宏明、高田晴仁                     | 6月2日              |
| #9   |          | 流淌吧我的眼淚     | 井上圭介 |          | Kim.S、Kim.J.W、Park.S.H、Lim.S.K、Lee.B.S、金正男、韩承熙、小林一三、金元会、Dogwood、黑染                                                     | 松元美季、烏宏明、高田晴仁、辻雅俊、佐藤义久   | 6月9日              |
| #10  |          | 走向黑暗之中       | 山元隼一 | 山元隼一 | 迫江沙罗、白原继实 | 松元美季、烏宏明、高田晴仁、辻雅俊             | 6月16日             |
| #11  |          | 进食时间           | 誌村宏明 | 石田畅   | 櫻井木之實、饭饲一幸、服部益美、南伸一郎、杜伟峰、魏旭龍、陈亮                                                                                  | 松元美季、乌宏明、高田晴仁、佐藤义久、菅原美幸 | 6月23日             |
| #12  |          | 血夜               | 小岛正士 | 四宫春   | 稻手遥香、桥本治奈、吉野彰敏、本吉晃子、西村广、Song Hyeon-ju、Han Eun-mi、Park Song-hwa、Choi Eun-yeong                                        | 松元美季、乌宏明、高田晴仁、辻雅俊             | 6月30日             |
| #13  |          | 朋友               | 境隼人   | 境隼人   | 佐伯直实、日下部智津子 | 辻雅俊                                         | 7月7日              |
| #14  |          | 生存/還是死亡      | 渡部穏宽 | 減辺千伽 | 宇都木勇、櫻井木之實、南伸一郎、Studio MarBean、日影工房                                                                                        | 松元美季、烏宏明、高田晴仁、福地純平           | 7月14日             |
| #15  |          | 灯光 攝影 开拍     | 矢嶋哲生 | 矢嶋哲生 | 西谷泰史 | 不適用                                         | 7月21日             |
| #16  |          | 起源               | 小泽蟹   | 木村佳嗣 | White Line | 辻雅俊、高田晴仁                               | 7月28日             |
| #17  |          | 决断               | 德永龙司 | 田尻贺子 | 、李望斌 | 松元美季、乌宏明、高田晴仁、福地纯平           | 8月4日              |
| #18  |          | 面對面             | 山元隼一 | 山元隼一 | 本吉晃子、桥本治奈、吉野彰敏、稻手遥香、岩畑刚一、北田久登、Song Hyeon ju、Han Eun mi                                                           | 松元美季、乌宏明、高田晴仁                     | 8月11日             |
| #19  |          | 黑色的             | 筆坂明規 | 石田畅   | 迫江沙罗、白原继实、秦洋美 | 松元美季、乌宏明                               | 8月18日             |
| #20  |          | All is (not) lost. | 菅原美辛 | 播摩优   | 西村广、新村香奈、森川侑纪、吉野彰敏 | 松元美季、乌宏明、高田晴仁、菅原美辛           | 8月25日             |
| #21  |          | 网代慎平最长的一天 | 大岛克也 | 大岛克也 | 石丸史典、本吉晃子、小川茜、稻手遥香 | 松元美季、乌宏明、高田晴仁                     | 9月1日              |
| #22  |          | 歸還               | 渡部稳宽 |          | S.Kim、J.W.Kim、Y.S.Kwon、B.S.Lee、Shin Jae Eun、樱井拓郎、小林一三、金正男、韩承熙、金元会、、、吴贤景、亮点动画、长城动画、晓、AAA、BIG OWL、 | 松元美季、乌宏明、高田晴仁、福地纯平           | 9月8日              |
| #23  |          | 永夜               | 上田华子 | 上田华子 | 佐藤义久、西村广、桥本治奈、皆川爱香利、森川侑纪、大釜沙也佳、迫江沙罗、佐伯直实                                                                | 乌宏明、菅原美辛、高田晴仁、松元美季           | 9月15日             |
| #24  |          | 夏日時光再現       | 矢嶋哲生 |          | 石丸典史、本吉晃子、小川茜、稻手遥香、难波功、鳥井隼人、朱世桀、嶋崎耕平、田岛瑞穂、、新村香奈、、                                              | 松元美季、乌宏明、高田晴仁                     | 9月22日             |
| #25  |          | 我回来了           | 渡边步   | 前屋俊广 | 松田真路、、日浦玲奈、西村广、桥本治奈、菅原美辛、上田华子、森川侑纪、福地纯平、新村香奈、本吉晃子                                              | 松元美季、乌宏明、高田晴仁、中野悟史、辻雅俊   | 9月29日             |

### 播映平台
| 播映平台                 | 播映日期                     | 播映時間（UTC+9）      | 備註 |
| ------------------------ | ---------------------------- | ---------------------- | ---- |
| Disney+                  | 2022年4月14日－2022年9月29日 | 星期五 4：25           |      |
| Netflix                  | 2022年11月15日全集上架       | 2022年11月15日全集上架 |      |
| Hulu                     | 2022年11月15日全集上架       | 2022年11月15日全集上架 |      |
| 亞馬遜影片               | 2022年11月15日全集上架       | 2022年11月15日全集上架 |      |
| バンダイチャンネル       | 2022年11月15日全集上架       | 2022年11月15日全集上架 |      |
| dTV                      | 2022年11月15日全集上架       | 2022年11月15日全集上架 |      |
| アニメストア             | 2022年11月15日全集上架       | 2022年11月15日全集上架 |      |
| TELASA                   | 2022年11月15日全集上架       | 2022年11月15日全集上架 |      |
| auスマートパスプレミアム | 2022年11月15日全集上架       | 2022年11月15日全集上架 |      |
| J:COM點播                | 2022年11月15日全集上架       | 2022年11月15日全集上架 |      |
| U-NEXT                   | 2022年11月15日全集上架       | 2022年11月15日全集上架 |      |
| milplus                  | 2022年11月15日全集上架       | 2022年11月15日全集上架 |      |
| 動畫放題                 | 2022年11月15日全集上架       | 2022年11月15日全集上架 |      |
| アニメタイムズ           | 2022年11月15日全集上架       | 2022年11月15日全集上架 |      |
| ABEMA                    | 2022年11月15日全集上架       | 2022年11月15日全集上架 |      |
| GYAO!                    | 2022年11月15日全集上架       | 2022年11月15日全集上架 |      |
| FOD                      | 2022年11月15日全集上架       | 2022年11月15日全集上架 |      |
| Google Play              | 2022年11月15日全集上架       | 2022年11月15日全集上架 |      |
| 萬代頻道                 | 2022年11月15日全集上架       | 2022年11月15日全集上架 |      |
| ＧＹＡＯ!ストア          | 2022年11月15日全集上架       | 2022年11月15日全集上架 |      |
| HAPPY!動畫               | 2022年11月15日全集上架       | 2022年11月15日全集上架 |      |
| 樂天電視                 | 2022年11月15日全集上架       | 2022年11月15日全集上架 |      |
| music.jp                 | 2022年11月15日全集上架       | 2022年11月15日全集上架 |      |
| 影片市場                 | 2022年11月15日全集上架       | 2022年11月15日全集上架 |      |
| 完整電影plus             | 2022年11月15日全集上架       | 2022年11月15日全集上架 |      |

| 播映地區                             | 播映平台 | 播映日期                      | 播映時間               | 備註          |
| ------------------------------------ | -------- | ----------------------------- | ---------------------- | ------------- |
| 部分地區                             | Disney+  | 2022年6月1日－2022年11月16日  | 星期三 15：00（UTC+8） | [ 23 ] [ 24 ] |
| 韓國                                 | Disney+  | 2022年7月20日-2022年11月16日  | 星期三 15：00（UTC+8） | [ 23 ] [ 24 ] |
| 歐洲、大洋洲、中東地區、非洲、加拿大 | Disney+  | 2023年1月9日全集上架          | 2023年1月9日全集上架   | [ 23 ] [ 24 ] |
| 中国                                 | bilibili | 2022年5月13日－2022年10月27日 | 星期四 12:00           | [ 25 ] [ 26 ] |
| 美国                                 | Hulu     | 2023年1月11日全集上架         | 2023年1月11日全集上架  | [ 27 ]        |
| 拉丁美洲                             | Star+    | 2023年1月11日全集上架         | 2023年1月11日全集上架  |               |

## 外部連結
- 漫畫連載網站 - 少年Jump+（日語）
- 電視動畫官方網站（日語）
- 夏日時光的X（前Twitter）（日語）
- 在Disney+上觀看《夏日時光》